# 魔法少女愛
《魔法少女爱》（日语：／）是Colors公司于2001年6月22日发售的18禁游戏。 2003年至2005年Milky公司發售全5卷OVA。

## 概要
故事描绘的主要是主人公冈岛秋俊周围发生的连环杀人事件。以主人公的第一人称视角，描绘了一个较为灰涩的从异世界来到人间对抗魔物的魔法少女的故事。
这是colors该产品系列的首部作品。为了作品的后续系列出版，该作品被定名为。2002年2月22日，发售了扩充后的，这次增加了女性角色的全声优化，以及高人气的角色美景的结局。2007年4月，系列制作权被MS PICTURE购买，之后就会由MS PICTURE发售（魔法少女アイ2plus）之后的作品。
虽然以魔法少女为名，但却不是魔法少女系列，实际上是触手凌辱系列或是恶趣味的作品，只不过里面有个善于近战的魔法少女而已。
始终贯穿于整个作品的是黑暗的气氛，以及所谓的恶趣味（如腹部因触手或其它物体而怪异的膨胀）。

## 登场人物
冈岛秋俊（声：梅干丸梦千代（OVA））
本作的主人公。性格平和而有热情的少年，有时理智下强烈的正义感也会显出。年幼时失去父母，从与他家交往不错的邻居大见一家得到很多帮助。幼少时与羽石亨为友。不知存在魔法的他目睹了; 爱与触手作战的情景后，爱施放了消去记忆的魔法的因不明原因失去作用。在作品中，因为他被抓为人质而使得本来占了上风的爱在战斗中被触手捕获，成为凌辱的对象，因此成为了一个拖后腿的脚色。（这种现象OVA版特别明显，但游戏中设定了一些能使爱提升能力的地方）。
加贺野爱（或者就直呼，声：阿谷ほのか）
突然出现在主人公秋俊面前的来自异界的魔法战士。性格冷酷且沉默寡言，不轻易接受别人。异界是个阶级分化的社会，爱作为一个战士受到严格的训练，形成对敌人的凌辱不做任何妥协，不带一丝感情的冷酷作战方法。可是令一方面，她还是无法掩盖作为女孩子的性格，喜欢奇特可爱的小东西，非常喜欢甜食(例如一桶水果冰糕)。在异界里，位于下级的战士们连真正的名字也没有，「加贺野爱」是在人间的假名(伙伴之间的通称也「爱」)。在战斗中善于使用武器「怒槌」召唤雷系魔法攻击，又可以使用操纵记忆的魔法执行任务。为了异界的战斗压抑着感情，不过，在与秋俊的接触中渐渐改变。
大见结亚（声：乃嶋架菜）
住在秋俊的家隔壁，比秋俊小2岁的女孩子。将秋俊作为兄长看待。每天早晨使用擅长的「结亚攻击」叫醒秋俊。性格明朗豁达，喜怒哀乐皆挂在脸上。作为萝莉达人，在学校里很受欢迎。非常讨厌听人讲鬼故事，并因此经常被聪惠和秋俊捉弄。
前田聪惠（声：笠原准）
结亚的同学。是个巨乳的眼镜娘。爱好是读书，对民俗学相当了解。对主人公的好友亨怀有恋心，不过，她一直没有对人说起。
宫广美景（声：白井绫乃）
秋俊的同学。巨乳娘。因病休学1年，实际年龄比秋俊大一届。是端庄而有气度的美，而且因为头脑聪明而成为的完美的女性在学校内很出名。不过，在众人的目光下，自己掩盖了内心的痛苦。对秋俊怀有爱慕。
日枝春巳（声：铃美巴）
秋俊高中的理事长，又是秋俊的班主任，国语教师。巨乳。平时因打扮妖艳却在课堂上对部分学生言辞恶劣而出名。在学生中不受欢迎。
羽石亨（声：神田和泉（OVA））
是秋俊的同学，自幼稚园的时代的好友。戴眼镜。性格温厚。喜欢结亚。过去发生过连秋俊也不知道的某些事件。
内藤真司（声：宫胁正道（OVA））
秋俊高中的社会课教师。性格是胆小且好色。以在校门口检查服装为由对女学生进行性骚扰，学生们极为讨厌。
美格（声：瀬野摩纪）
爱的前辈魔法战士。巨乳。与温厚善良的大姐性格相反，有着无与伦比的巨大的战斗力。因此在那个世界（爱过去的世界）里被称作为「凶神」「舞姬」「暗斩者」。爱的第一次性体验就是与美格，不过，这是遇到男性之前的事，所以不能算作真正的女同性恋。

## 相关作品

### OVA
- 2003年至2005年Milky公司發售全5卷OVA。女性角色的声优与游戏相同。[2]

- 原作：colors
- 监督：敷岛博英
- 制片人：村上恒一/DIGO/藤井义久（第5卷）
- 人物设定：圣月
- 脚本：村上恒一（1～4卷）/竹内光（2卷）/（5卷）
- 制作：真空间

- 2006年，“魔法少女アイSET BOX”推出，包括游戏魔法少女アイPlus、魔法少女アイ2Plus和魔法少女アイ3的先行情报等。2008年11月，“魔法少女アイThe Best”推出，包括第一部动画5集等。

### 视觉小说
- - 这是在上连载的小说的补充版，是视觉小说化的作品修正。描绘了爱成为魔法少女后直到遇见秋俊为止的故事。同人小说在Vol.1，2上刊登后， 2007年该视觉小说被刊登到数码贩。

### 小说
- 「魔法少女爱」是colors·原作，水坂早希·服装，黑木雅弘·平面设计、B-RIVER·插图。发表于。
  - 雪に閉ざされた山間の名門女学校に、ゆらぎの気配を感じたアイ。生徒として潜入するが、強大ななゆらぎの力になすすべなく、とらわれの身となってしまう……
- 除此之外，本来还准备出版主人公设计为美格的可是，因作者的绫守竜树因为创作途中突然逝世而成为未完作。遗稿的一部分和平面·插图的部分在2007年8月号上发表。

### 漫画
- 「魔法少女アイ」是colors·原作，天道まさえ・著，二次元漫画。
  - 是在触手漫画杂志スレイブヒロインズ（Slave Heroines）上连载的漫画的单行本。